# Najas pseudogracillima
Najas pseudogracillima är en dybladsväxtart som beskrevs av L.Triest. Najas pseudogracillima ingår i släktet najasar, och familjen dybladsväxter.
Artens utbredningsområde är Hongkong (Kina). Inga underarter finns listade.